# Turisas2013
Albums de Turisas
Stand Up and Fight
(2011)
Singles
1. For Your Own Good
Sortie : 2013

Turisas2013 est le quatrième album du groupe Turisas sorti le 21 août 2013. L'album sort en Finlande le 21 août 2013 puis le 26 août en Europe. Le 2 septembre, l'album sort au Royaume-Uni puis le 3 septembre aux États-Unis.

## Liste des chansons
Toutes les paroles sont écrites par Mathias Nygård, toute la musique est composée par Turisas.
| 1.    | For Your Own Good                           | 4:34 |
| 2.    | Ten More Miles                              | 4:16 |
| 3.    | Piece by Piece                              | 5:37 |
| 4.    | Into the Free                               | 3:50 |
| 5.    | Run Bhang-Eater, Run!                       | 4:43 |
| 6.    | Greek Fire                                  | 5:00 |
| 7.    | The Days Passed                             | 4:33 |
| 8.    | No Good Story Ever Starts With Drinking Tea | 2:51 |
| 9.    | We Ride Together                            | 6:33 |
| 41:48 |                                             |      |